# Пилбара

Экономический регион Пилбара на карте Западной Австралии

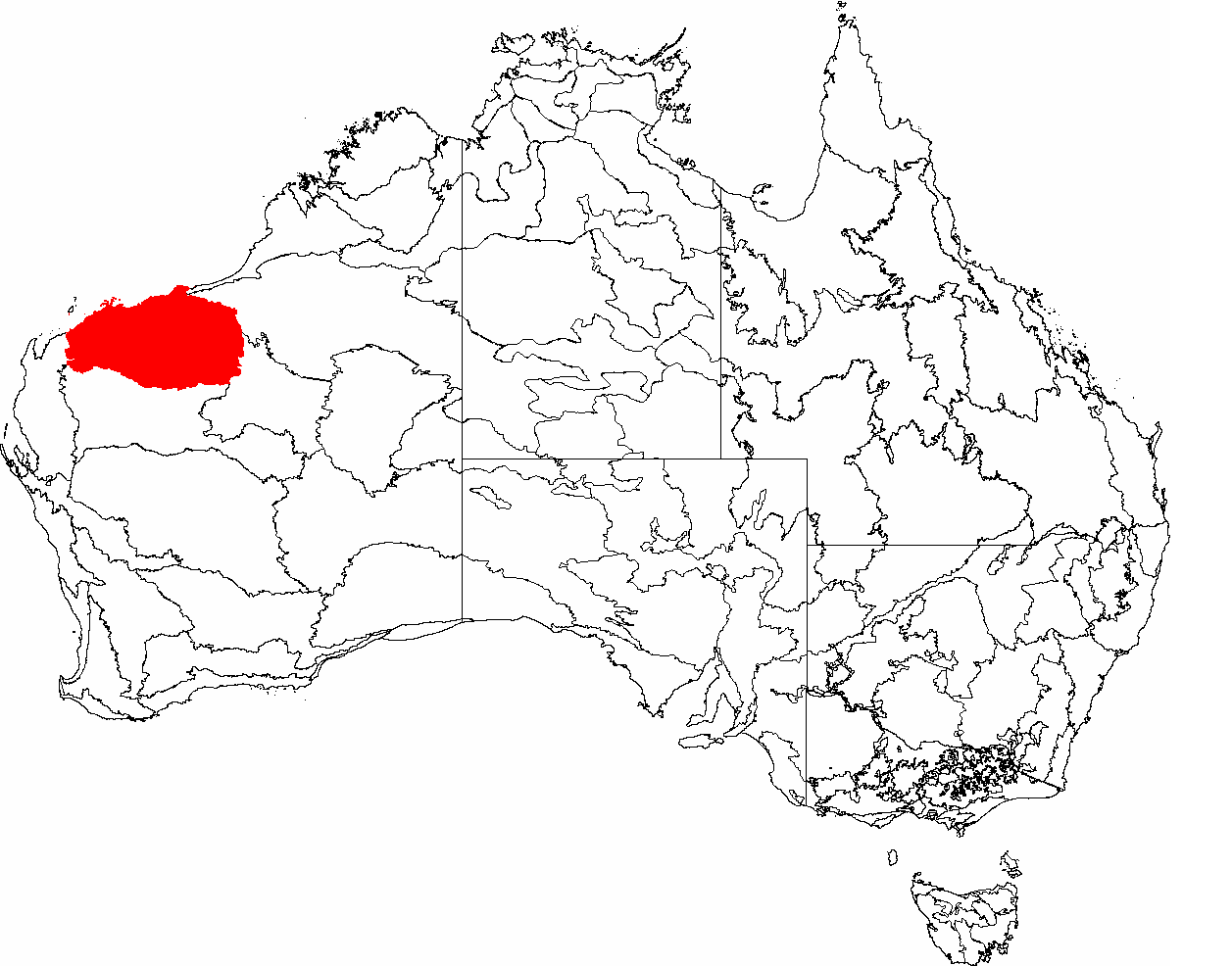
Биогеографический регион Пилбара на карте биогеографического районирования Австралии

Пилбара (англ. Pilbara) — большой, засушливый и малонаселенный регион на северо-западе Австралии, один из девяти экономических регионов штата Западная Австралия. Имеет площадь 507 896 км², занимает около пятой части штата. В состав региона входят четыре муниципалитета (Большой город Каррата, город Порт-Хедленд, округ Эшбертон и округ Восточная Пилбара) с населением 55 034 человека (данные переписи 2021 года). Средняя плотность населения составляет 0,11 человек на 1 км² (на 2021 год).
Регион богат полезными ископаемыми: железными и другими рудами, нефтью, природным газом. Запасы железной руды являются одними из крупнейших в мире: ежегодные объёмы добычи составляют более трети мирового производства (39 % в 2018 году). Для вывоза руды с рудников были построены железные дороги большой грузоподъемности, построены крупные порты.
В Пилбаре находятся одни из старейших пород на поверхности Земли, образовавшиеся 3,5 миллиарда лет назад. Более 40 тысяч лет в регионе проживают австралийские аборигены. Европейцы и их потомки заинтересовались Пилбарой во второй половине 19 века, когда были созданы овцеводческие фермы, стали искать золото и ловить жемчуг. Население значительно увеличилось только в 20 веке, в 1960-е годы, с началом добычи железной руды.
В более узком смысле Пилбарой называют один из биогеографических регионов Австралии, занимающий площадь 178 500 км² в западной части экономического региона Пилбара. Экономический регион Пилбара включает большую часть биорегиона Большой Песчаной пустыни и меньшие части биорегионов Малой Песчаной пустыни, пустыни Гибсона, Карнарвона, Гаскойна и биорегионов Дампир-Лэнд.

## История
Первые люди, австралийские аборигены, поселились в Пилбаре более 40 000 лет назад. Полуостров Барапа и архипелаг Дампир имеют самую большую в мире концентрацию наскальных рисунков: более миллиона петроглифов. Установлено, что самым старым из них около 40 тысяч. лет, а самые новые были созданы в 19 веке, когда европейцы начали колонизировать Пилбару.
Европейские корабли начали посещать побережье Пилбары с 1618 года. В 1688 году Берега Пилбары исследовал английский путешественник Уильям Дампир. В 1861 году Австралийский путешественник Фрэнсис Грегори высадился в заливе Николс (недалеко от современной Караты) и исследовал окрестности рек Фортескью, Эшбертон, Де Грей и Оковер. После его сообщений о том, что эти территории подходят для выпаса скота, в Пилбаре были основаны овцеводческие фермы и первые поселения: Роуборн, Косак, Пойнт-Самсон, Порт-Хедленд и Онслоу. В 1888 году возле Мраморного Бара и Налагайна было найдено золото. В 1891 году по указу колониального правительства были вырыты колодцы для добычи полезных ископаемых и животноводства. Была построена железная дорога от Порт-Хедленда до Марбл-Бара. В 1910—1914 и 1920—1924 годах регион пережил сильные засухи, которые почти уничтожили биоразнообразие Пилбары в изолированных районах.
С 1920 года после окончания добычи золота в сельском хозяйстве региона вновь стало преобладать пастушеское животноводство. В 1943 году недалеко от Уитнума началась добыча асбеста. В конце 1950-х годов в Пилбаре были обнаружены крупные месторождения железной руды, а в 1960-х годах после отмены запрета на экспорт железной руды началась её добыча. Благодаря добыче руды население увеличилось в десять раз за 10 лет, были построены железные дороги, построены новые порты, основаны новые города: Дампир, Том Прайс, Параберду, Саут-Хедленд, Ньюман, Уикхэм, Панавоника, Голдсворт и Шей-Гэп (последний два уже необитаемы). Развитие горнодобывающей инфраструктуры привело к развитию туризма в регионе. В 1960-х годах началась добыча нефти, а в 1980-х годах вдоль побережья Пилбары началась добыча природного газа.
В 1952 и 1956 годах на островах Монтебелло Великобритания провела наземные ядерные испытания.

## Природа

Физическая карта Пилбары

Пилбара расположена в северной части Западной Австралии, к северу от южного тропика. Регион граничит с Кимберли на севере, штатом Северная территория на востоке, Голдфилдс-Эсперанс, регионом Среднего Запада и Гаскойном на юге и Индийским океаном на западе. Береговая линия извилистая, на ней много мелких островов: остров Барроу (самый крупный), острова Монтебелло, архипелаг Дампир и др. Рельеф возвышается над уровнем моря в среднем на 300 м. Вдоль побережья тянется песчаная равнина, а на востоке почти необитаемая Большая Песчаная пустыня. Между ними возвышаются богатые минералами высокогорья — хребты Хамерсли, Чичестер, Офтальмия, Барли, Робертсон, Тросель. Самая высокая вершина Западной Австралии, гора Мехари (1248 м), находится на хребте Хамерсли. Пилбара содержит одни из старейших поверхностных камней в мире; им около 3,5 миллиардов лет.
Реки временные, они пересыхают в засушливый сезон (зима и весна Южного полушария) и разливаются после сильных дождей. Самыми крупными являются Де Грей, Фортескью и Эшбертон. На востоке много соленых озёр, самые крупные из них — Макай и Нусивилимос.

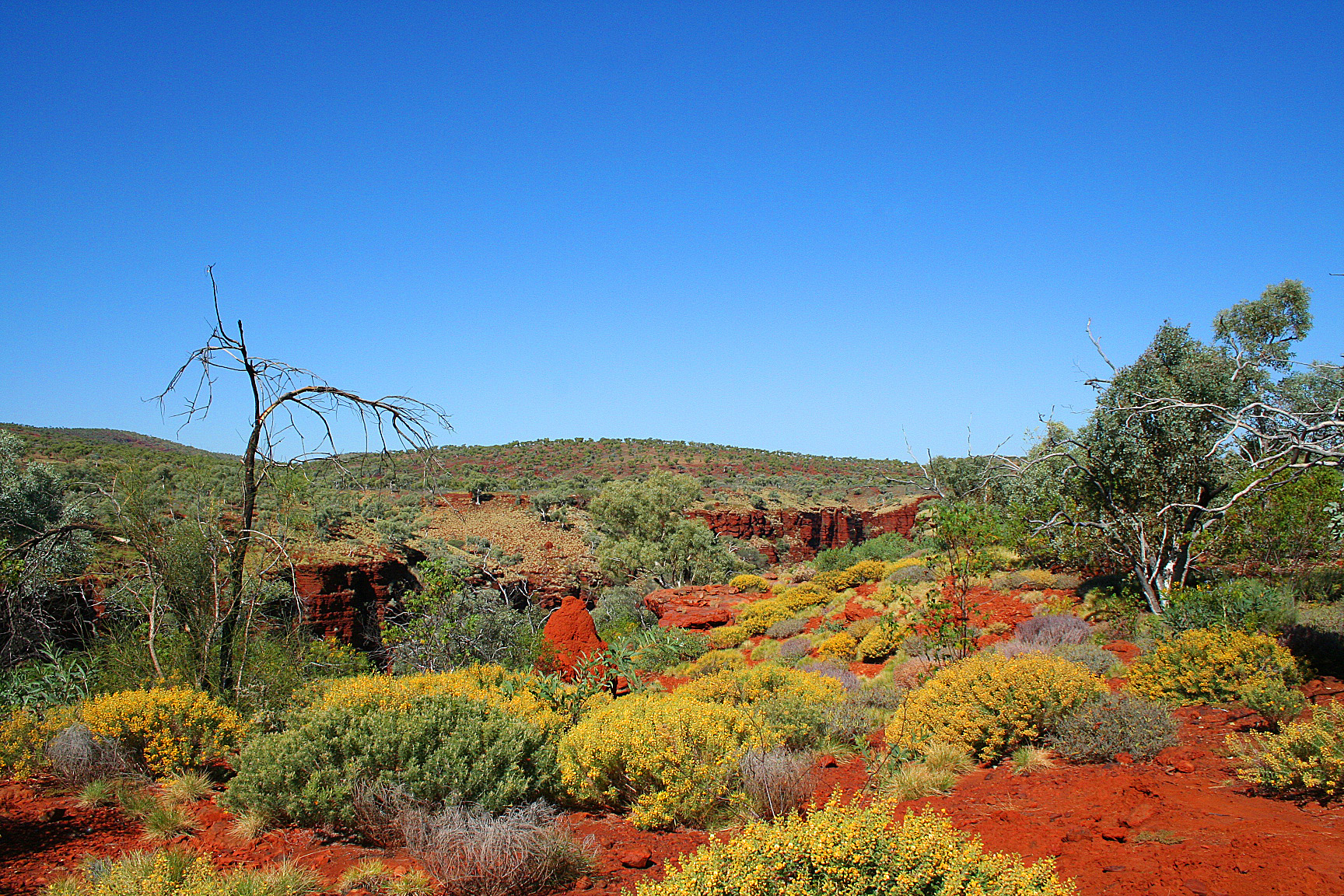
Пейзаж национального парка Кариджини

Климат жаркий и сухой. Летом температура поднимается выше +32°С, а бывают дни и жарче +45°С. Зимой самая низкая температура воздуха на побережье иногда достигает +10°С, в глубине континента — 0°С. Осадков выпадает от 200 до 350 мм в год, преимущественно в декабре-марте. С августа по ноябрь дождей обычно нет. Тропические циклоны достигают Пилбары нечасто — в среднем семь за 10 лет, по другим данным — дважды в год. Пилбара возле Марбл-Бара — одно из самых жарких мест в Австралии: в период с октября по май 1923—1924 годов температура часто превышала +49 °C. В Марбл-Бар зафиксировали рекордную волну тепла с температурой, превышающей +38 °C, в течение 170 дней подряд.

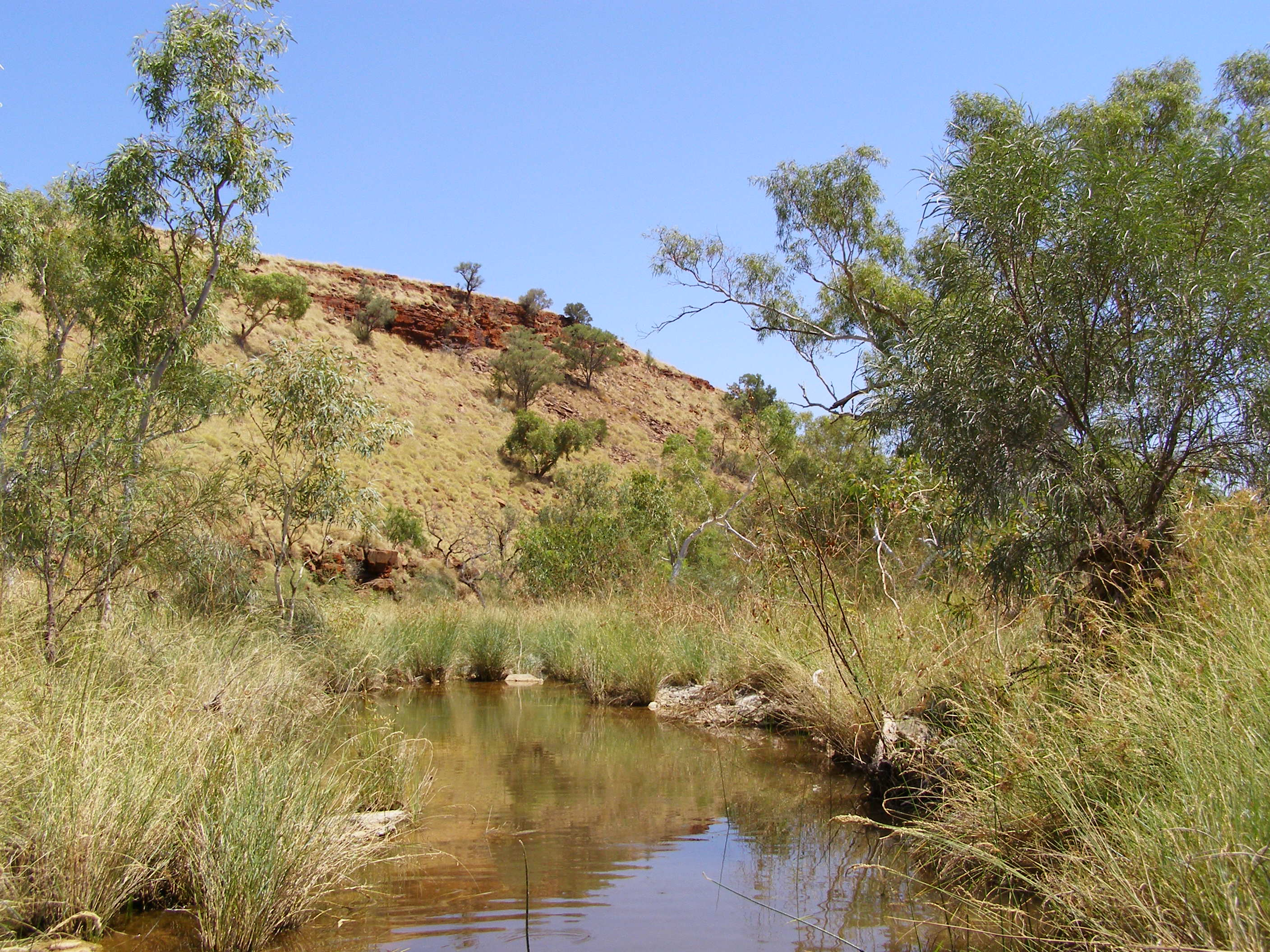
На хребте Хамерсли

Растительность приспособлена к длительным засухам. На побережье преобладают саванны из травы триодия и невысокое редколесье, есть мангровые заросли. В долинах главных рек и на южных склонах хребта Хамерсли встречаются высокие кустарники и невысокое редколесье с преобладанием эвкалиптов и акации. В Пилбаре встречается более 30 видов эвкалиптов: от многоствольных кустарников до деревьев высотой 3—20 м; акации — более 50 видов. Равнины долины Фортескью включают солончаки и саванны с низкой травой. В Большой Песчаной пустыне растительность бедна, растут колокольчики, акации, карликовые эвкалипты.
На охраняемых территориях обитает множество разнообразных птиц, большие рыжие кенгуру, скальные валлаби, ехидны, летучие мыши, гекконы, вараны, агамы, безногие ящерицы, питоны и другие змеи. Есть большие термитники. Несколько видов млекопитающих, рептилий и амфибий являются эндемиками Пилбары, например, ящерицы Egernia pilbarensis, Egernia epsisolus, Varanus pilbarensis, Varanus hamersleyensis, Delma elegans, Heteronotia atra, Diplodactylus galaxias, Diplodactylus mitchelli, Diporiphora vescus, Lerista flammicauda, Lerista chalybura, Lucasium wombeyi и Ctenotus duricola, а также австралийская жаба Uperoleia saxatilis, обитающие в западной и центральной частях региона. Есть эндемики и среди беспозвоночных, например, стрекозы Nososticta pilbara, Antipodogomphus hodgkini, Agriocnemis kunjina, Eurysticta coolawanyah и Hemicordulia koomina, известные только из западной части региона и считающиеся вымирающими либо уязвимыми видами. Есть также эндемики и среди растений, например, библис Byblis pilbarana, являющийся насекомоядным растением.

Эндемики региона Пилбара
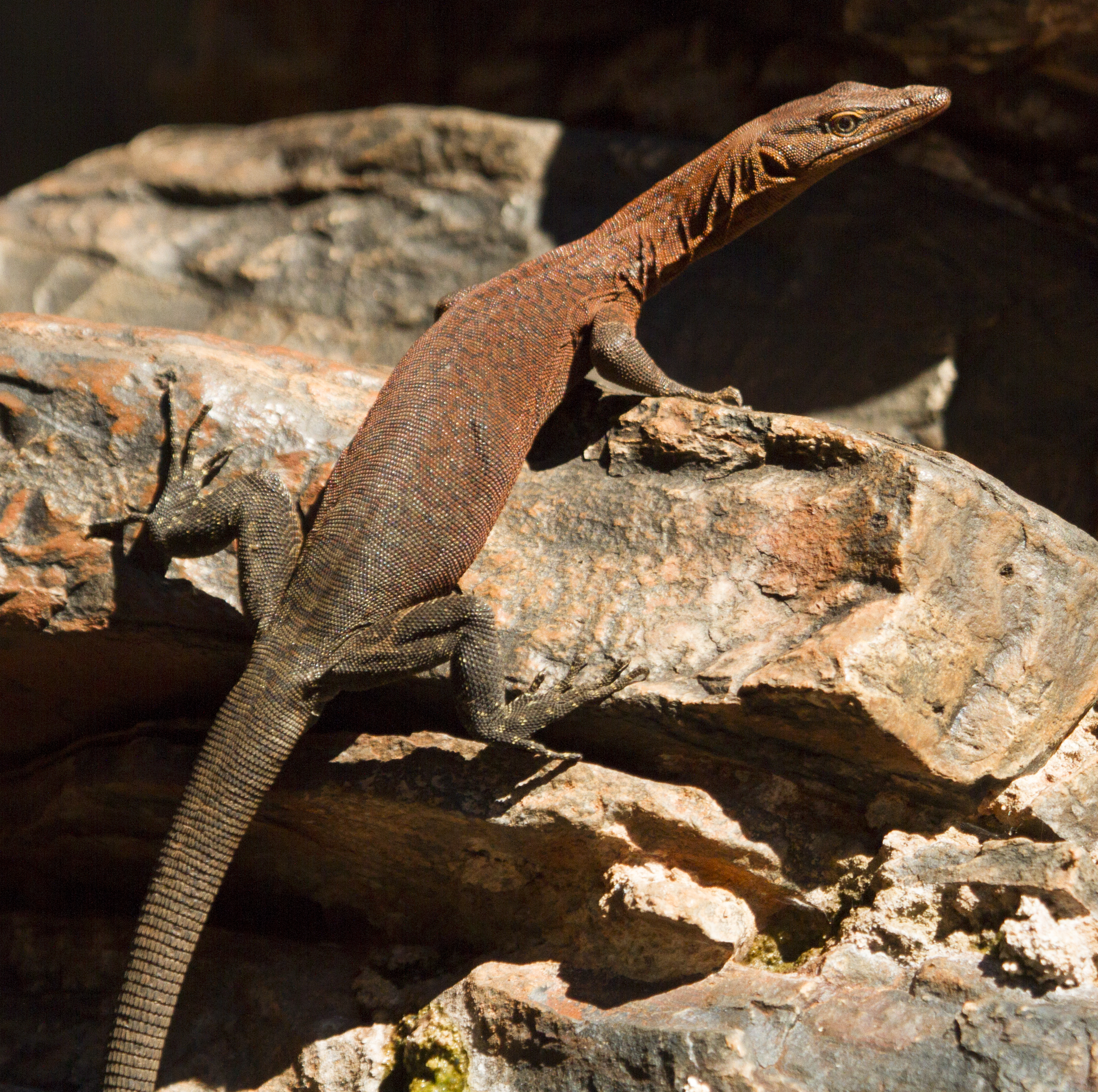
Варан Varanus hamersleyensis, эндемик хребта Хамерсли и его окрестностей
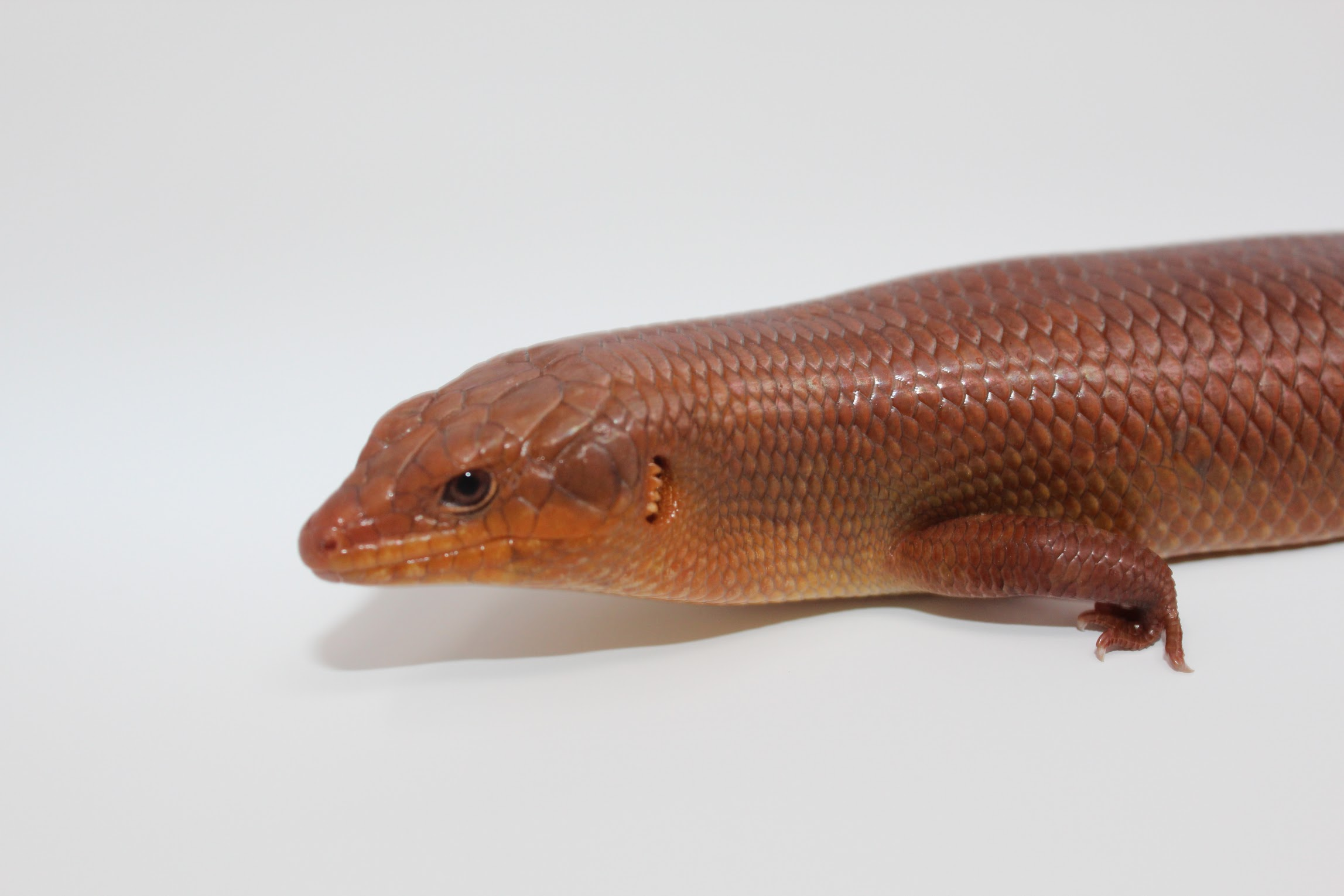
Сцинк Egernia pilbarensis, эндемик западной части Пилбары
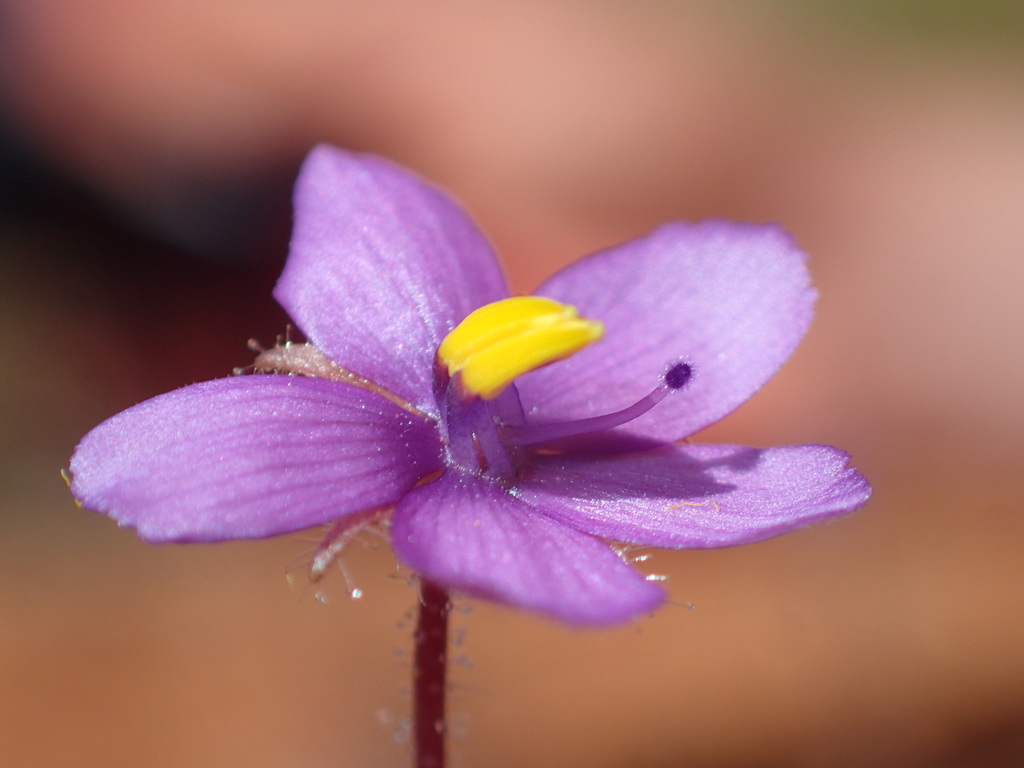
Насекомоядное растение Byblis pilbarana

Природа региона охраняется в национальных парках Кариджини, Миллстрим-Чичестер, Мурудьюга и Карлайл, морском парке и заповедниках островов Монтебелло. Национальные парки Карлайл и Карриджини являются крупнейшими в Западной Австралии.
В западной части Большой Песчаной пустыни в Пилбаре находятся «волшебные круги» (известные как linyji на языке маньиджилиджарра и mingkirri на языке вальбири), которые представляют собой круглые лишенные растительности участки земли диаметром от 2 до 12 метров, часто окруженные кольцом стимулированного роста травы. Точно не известно, что является причиной этих образований, но согласно одной теории, они были построены и заселены австралийскими термитами-жнецами со времен плейстоцена.
Западная Пилбара является частью пресноводного экорегиона Пилбара, также известного как бассейн Пилбара-Гаскойн или Индоокеанский водосборный бассейн. Пресноводный регион характеризуется временными сезонными пресноводными реками, которые образуют глубокие ущелья, и солоноватоводными пещерами, в которых обитают эндемичные виды. Регион включает в себя водосборы рек Мерчисон, Гаскойн, Эшбертон, Фортескью и Де Грей. В Большой Песчаной пустыне, которая охватывает восточную часть Пилбары, мало пресноводных местообитаний.

## Этимология
Центр изучения языка аборигенов Пилбара Ванка Майя (англ. Wangka Maya Pilbara Aboriginal Language Centre) утверждает, что название региона Пилбара происходит от аборигенского слова bilybara, что означает «сухой» на языках ньямал и паниджима.
С другой стороны, Западноавстралийская газовая промышленность (англ. Western Australia Gas Industry) утверждает, что название региона происходит от pilbarra, аборигенского слова, обозначающего кефаль, которая водится в местных водах. Ручей Пилбара (англ. Pilbara Creek, первоначально писался «Pilbarra») является притоком реки Юл, важной реки в регионе. Сегодня в реке Юл все ещё можно поймать кефаль лобана и баррамунди. Золотоносное месторождение Пилбара, открытое в 1885 году, было названо в честь ручья, и позже это название стало ассоциироваться с регионом.